# Síndrome del intestino permeable
El síndrome del intestino permeable o síndrome de hiperpermeabilidad intestinal no está oficialmente reconocido.
Algunos nutricionistas y practicantes de la medicina alternativa defienden la existencia de este síndrome, diferente del fenómeno científico aceptado de la permeabilidad intestinal.  Sus defensores afirman que el «intestino permeable» causa una inflamación crónica en todo el cuerpo con una serie de manifestaciones que incluyen la fatiga crónica, la artritis reumatoide, el lupus, las migrañas, la esclerosis múltiple y el autismo. A fecha de 2016, había poca evidencia que apoyara la hipótesis de que el supuesto síndrome del intestino permeable causara directamente este amplio rango de enfermedades.
Stephen Barrett ha descrito el «síndrome del intestino permeable» como un diagnóstico de moda y dice que sus defensores utilizan la supuesta afección como una oportunidad para vender una serie de remedios de salud alternativos, entre ellos dietas, preparados de hierbas y suplementos dietéticos.  En 2009, Seth Kalichman escribió que algunos pseudocientíficos afirman que el paso de las proteínas a través de un «intestino permeable» es la causa del autismo. La creencia de que un «intestino permeable» podría en realidad causar autismo es popular entre el público, pero las pruebas son débiles y las que existen son contradictorias.
Sus defensores pregonan varios tratamientos para el «síndrome del intestino permeable», como suplementos dietéticos, probióticos, remedios a base de hierbas, alimentos sin gluten y dietas con bajo contenido de FODMAP, de azúcar o dietas antimicóticas, pero la evidencia de que estos tratamientos brinden algún beneficio es baja. Ninguno ha sido estudiado adecuadamente para determinar si son seguros y efectivos para este propósito. El Instituto Nacional para la Sanidad y la Excelencia del Cuidado del Reino Unido (NICE) no recomienda el uso de ninguna dieta especial para controlar los principales síntomas del autismo o del síndrome de permeabilidad intestinal.